# 波塞冬神廟
波賽頓神廟（希腊语：Ναός του Ποσειδώνα）是一座多立克式古希臘神廟，修建於西元前444至440年。這座神廟是雅典黃金時期的主要遺跡之一。波賽頓神廟和保存狀態完好的赫菲斯托斯神廟非常相似，兩者可能是同一人物設計。